# Tennis als Jocs Olímpics d'estiu de 1968 - Dobles masculins exhibició
La competició de dobles masculins d'exhibició va ser una de les deu proves del programa de tennis als Jocs Olímpics de Ciutat de Mèxic de 1968. La competició se celebrà entre els dies 24 i 26 d'octubre de 1968 al Chapultepec Sports Center de Ciutat de Mèxic, sobre terra batuda. Degut a la curta durada del torneig, no es va disputar la final de consolació i es va premiar els semifinalistes amb la medalla de bronze.
Com a esport d'exhibició, les medalles aconseguides no es tenen en compte en el còmput general de medalles de cada país.

## Classificació
| Posició | Nom                                  | País                     |
| ------- | ------------------------------------ | ------------------------ |
| Or      | Rafael Osuna Vicente Zarazúa         | Mèxic                    |
| Plata   | Pierre Darmon Joaquín Loyo Mayo      | França · Mèxic           |
| Bronze  | Francisco Guzmán Teimuraz Kakulia    | Equador · Unió Soviètica |
| Bronze  | Vladimir Korotkov Anatoli Volkov     | Unió Soviètica           |
| 5       | Ingo Buding Jürgen Fassbender        | RFA                      |
| 5       | Juan Manuel Brito Humberto Camarotti | Cuba                     |
| 5       | Jun Kamiwazumi Toshiro Sakai         | Japó                     |
| 5       | Herbert Fitzgibbon James McManus     | Estats Units             |

## Quadre
| Quarts de final | Quarts de final                      | Quarts de final | Quarts de final | Quarts de final |  |   | Semifinals                        | Semifinals                       | Semifinals | Semifinals | Semifinals |  |  | Final | Final                           | Final | Final | Final |
|                 |                                      |                 |                 |                 |  |   |                                   |                                  |            |            |            |  |  |       |                                 |       |       |       |
| 1               | Rafael Osuna Vicente Zarazúa         |                 |                 |                 |  |   |                                   |                                  |            |            |            |  |  |       |                                 |       |       |       |
|                 | Ingo Buding Jürgen Fassbender        | N               | P               |                 |  |   | 1                                 | Rafael Osuna Vicente Zarazúa     | 4          | 8          | 6          |  |  |       |                                 |       |       |       |
|                 | Juan Manuel Brito Humberto Camarotti | 4               | 3               |                 |  |   | Francisco Guzmán Teimuraz Kakulia | 6                                | 6          | 0          |            |  |  |       |                                 |       |       |       |
|                 | Francisco Guzmán Teimuraz Kakulia    | 6               | 6               |                 |  |   |                                   |                                  |            |            |            |  |  | 1     | Rafael Osuna Vicente Zarazúa    | 6     | 3     | 14    |
|                 | Vladimir Korotkov Anatoli Volkov     | 3               | 6               | 6               |  |   |                                   |                                  |            |            |            |  |  | 2     | Pierre Darmon Joaquín Loyo Mayo | 4     | 6     | 12    |
|                 | Jun Kamiwazumi Toshiro Sakai         | 6               | 4               | 0               |  |   |                                   | Vladimir Korotkov Anatoli Volkov | 5          | 6          | 2          |  |  |       |                                 |       |       |       |
|                 | Herb Fitzgibbon Jim McManus          | 5               | 3               |                 |  | 2 | Pierre Darmon Joaquín Loyo Mayo   | 7                                | 1          | 6          |            |  |  |       |                                 |       |       |       |
| 2               | Pierre Darmon Joaquín Loyo Mayo      | 7               | 6               |                 |  |   |                                   |                                  |            |            |            |  |  |       |                                 |       |       |       |